# Bartholomäus von Hamm
Bartholomäus von Hamm, né avant 1300 et mort en 1353, est le cinquième maître d'œuvre de la cathédrale de Cologne.
Bartholomäus von Hamm est maître d'œuvre de la cathédrale de Cologne depuis 1333. On ne connaît pas ses activités antérieures, mais on peut supposer qu'il a travaillé à l'église Saint-Paul à Hamm, en Westphalie, une église-halle gothique qui, dans son aspect a pu servir de modèle au chantier de Cologne.
Pendant le mandat de Bartholomäus von Hamm, les deux nefs sud sont construites, dont six doubles travées, bien que sans leur voûte, formant une sorte d'église-halle avec un toit temporaire. Il est rapporté que la cathédrale était construite « constamment et avec beaucoup d'efforts et de dépenses » mais il y eut un ralentissement significatif dans la construction, de sorte que l'archevêque Walram déplore en 1337 « la rareté des dons pour le bâtiment de la cathédrale ». Vers la fin de son mandat, les préparatifs ont commencé pour le début de la façade ouest avec ses deux tours, dont un avant-projet retrouvé à Vienne révèle un groupe de cinq portails.
L'architecte Peter Parler a épousé une fille de Bartholomäus von Hamm, Druda. À la mort de son beau-père Bartholomäus, Peter est déjà maître du chantier de la Cathédrale Saint-Guy de Prague, et ne peut lui succéder. C'est Michel de Savoie, aussi lié à la famille Parler, qui devient maître d'œuvre de la cathédrale de Cologne en 1353.